# ГЕС Jīnhé
ГЕС Jīnhé (金河水电站) — гідроелектростанція на заході Китаю у провінції Тибет. Знаходячись після ГЕС Xīzàng Wǎtuō, входить до складу каскаду на річці Jīnhé, правій притоці Меконгу.
У межах проекту річку перекрили бетонною гравітаційною греблею висотою 34 метра та довжиною 98 метрів. Вона утримує водосховище з об'ємом 4,3 млн м3 та припустимим коливанням рівня поверхні уопераційному режимі між позначками 3257 та 3262 метра НРМ.
Зі сховища через лівобережний гірський масив прокладено дериваційний тунель довжиною 0, км, який переходить у напірний водовід довжиною 0,4 км з діаметром 3,5 метра. У пісдумку через чотири патрубки з діаметром по 1,7 метра ресурс надходить до машинного залу, розташованого вже на правому березі Меконгу вище від впадіння Jīnhé.
Основне обладнання станції становлять чотири турбіни потужністю по 15 МВт, встановлені на позначці 3105 метрів НРМ. За рік вони забезпечують виробництво 367 млн кВт-год електроенергії.